# Fritz Precht
Michael Fritz Precht (* 2. Januar 1883 in Lindau (Bodensee); † 9. Januar 1951 in Kassel) war ein hessischer Politiker (SPD) und Abgeordneter des Hessischen Landtags.

## Ausbildung und Beruf
Fritz Precht machte nach der Volksschule und Realschule eine Lehre als Feinmechaniker. Danach arbeitete er als Mechaniker und Werkmeister in verschiedenen Betrieben der feinmechanischen Industrie Deutschlands. 1912 wurde er Geschäftsführer des Metallarbeiterverbandes und Arbeiter-Sekretär in Göttingen. Ab 1918 war er in der Kommunalverwaltung im Landkreis Kassel tätig und dort zuletzt Rechnungsbeamter. Nach der Machtergreifung der Nationalsozialisten wurde er 1933 ohne Pension entlassen und war bis 1938 arbeitslos. Von März 1933 bis September 1933 war er im KZ Breitenau. Aufgrund der folgenden Aufenthaltsbeschränkung musste er nach Lindau (Bodensee) umziehen und war dort ab Januar 1938 als Mechaniker wieder beruflich tätig. Nach dem Zweiten Weltkrieg 1945 war er Bürodirektor und Kreisamtmann des Landkreises Kassel.

## Politik
Fritz Precht trat 1902 in den Deutschen Metallarbeiter-Verband und 1908 in die SPD ein. Er war in der Weimarer Republik Mitglied des Kreistags bzw. Kreisausschusses Kassel-Land, bis er mit der Machtergreifung seine politischen Funktionen verlor.
Mitte der zwanziger Jahre war er Mitglied des Kurhessischen Kommunallandtags.
Vom 15. Juli 1946 bis 30. November 1946 war Fritz Precht Mitglied der Verfassungberatenden Landesversammlung Groß-Hessen und vom 1. Dezember 1946 bis zu seinem Tode Mitglied des Hessischen Landtags. Sein Nachfolger im Landtag war Franz Fister. 1949 war er Mitglied der 1. Bundesversammlung.